# アビゲイル・ウィリアムズ (バンド)
アビゲイル・ウィリアムズ (英語: Abigail Williams) は、アメリカ合衆国・フェニックス出身のシンフォニックブラックメタルバンド。バンド名は、セイラム魔女裁判の告発者の一人であるアビゲイル・ウィリアムズに由来する。
バンドメンバーの入れ替えが多く、中心メンバーのケン・ソーセロン以外のメンバーは流動的である。さらに、バンドの本拠地の移転が多く、現在まで4回の移転を行っている。また、2度の解散を行っているが、いずれも1年と経たず再結成している。

## 略歴
アリゾナ州フェニックスにおいて、2004年末に、ケン・ソーセロン (G)によって結成。結成からしばらくは、メンバーが固定されず、多くのメンバー変更が起こっている。結成初期は、当時アメリカで隆盛しつつあったメタルコアを演奏していた。その後、バンドはインターネット上でデモ音源を公開した。これがきっかけとなって、イギリスの大手レーベル「キャンドルライト・レコード」と契約することとなった。契約と前後して、メンバーが大幅に変わり、ケン・ソーセロンがボーカルも兼任するようになった。ちなみに、このネット上の音源は、後にファンが勝手に『Gallow Hill』というEPにまとめるという事件が発生している。2006年には、エンペラーのカリフォルニア公演で共演。更には、スーサイド・サイレンスらとイギリスツアーを共にしている。2007年初めには、ダーク・フューネラル、エンスレイヴドの北米ツアーにも参加している。これらのツアーの最中に、1stEP『Legend』をリリースしデビューしている。実際は、フルアルバムをリリースする予定だったが、曲数をそろえることができず、EPとしてのリリースとなった。『Legend』時点でのメンバーは、ケン・ソーセロン (Vo, G)、ビョーン・ダノヴ (G)、ブラッド・リフス (G)、カイル・ディッキンソン (B)、アシュリー・ユルゲマイヤー (Key)、ザック・ギブソン (Ds)の6名であった。しかし、2007年初めのツアー終了後に活動を停止し、解散する。
解散後、ケン・ソーセロンはマイケル・ウィルソン (G)とトーマス・ヘイウッド・ジュニア (B)と共に新バンドを立ち上げる。しかし、このバンド自体は短命に終わり、この3名を中心にアビゲイル・ウィリアムズが復活する。復活後には、解散時のメンバーの内、ビョーン・ダノヴ (G)、ザック・ギブソン (Ds)が復帰、新たにクリステン・ランドール (Key)が加入した。また、再結成に際して活動拠点をオハイオ州・クリーブランドに移している。復活から間もなく、クリステン・ランドールとザック・ギブソンがバンドを離れ、アシュリー・ユルゲマイヤー (Key)が復帰している。ドラムスについては正式メンバー加入が遅れ、1stアルバムレコーディング開始時には、正式メンバーはいなかった。そのため、1stアルバムの楽曲の多くに、元エンペラーのタリムがセッション・参加した。また、この間にサム・ポーリセリ (Ds)が加入。1stアルバムの数曲をサムが担当した。2008年に1stアルバム『In the Shadow of a Thousand Suns』をリリースした。リリース後、活動拠点をニューヨーク州・ニューヨークへと移転。その後、2009年までにケン・ソーセロン以外の全メンバーが脱退。ケン・ベディン (Ds)、アラナ・ポトクニック (Key)、イアン・ジェケリス (G)が加入し、4人体制となる。また、ケン・ソーセロンがボーカル、ギター、ベースを兼任するようになる。しかし、2009年中にアラナは脱退し、3人体制となった。キーボードはケン・ソーセロンがさらに兼任することになった。この間に、1stシングル『Watchtower』、2ndシングル『Malediction』をリリース。3人体制のまま、2010年に2ndアルバム『In the Absence of Light』をリリース。
2011年にケン・ベディンが脱退。ザック・ギブソン (Ds)が復帰し、並行してアラン・キャシディ (Ds)も加入。また、グリフィン・ウィタワ (B)が加入。しかし、グリフィン・ウィタワは短期間で脱退し、ジェイムス・ユングマン (B)が加入。更にジェイムスも短期間で脱退し、ブライアン・オサリヴァン (B)が加入した。2012年に3rdアルバム『Becoming』をリリース。ただし、このアルバムでは、ほとんどの楽曲でベースをケン・ソーセロンが担当している。同年7月に解散を発表。しかし、短期間で再結成。また、アシュリー・ユルゲマイヤー (Key)が加入するが、2013年にはアラン・キャシディ、アシュリー・ユルゲマイヤーとブライアン・オサリヴァンが脱退した。同年に、ジェフ・ウィルソン (G)が加入した。2014年になってウィル・リンドセイ (B)とチャーリー・フェル (Ds)が加入する。この布陣で4thアルバム『The Accuser』を2015年にリリース。しかし同年中にベーシストがウィル・リンドセイからマイカ・レオネッティ (B)に交代。加えて、チャーリー・フェルも脱退する。2016年にはマイカ・レオネッティ、イアン・ジェケリスも脱退し、チェイソン・ウェストモアランド (Ds)が加入し3人組となっている。
2017年1月にフィンランドのブラッド・ミュージックと契約した。これとは別に、ウェストモアランドとウィルソンも相次いで脱退してしまい、ケン・ソーセロンの一人バンドとして活動を継続。2019年に5thアルバム『Walk Beyond the Dark』をリリースする。なお、本アルバムのベースパートは元メンバーのブライアン・オサリヴァン、ドラムスパートはフィア・ファクトリーのマイク・ヘラーが務めた。

## メンバー

### 現メンバー
- ケン・ソーセロン (Ken Sorceron) - ギター、ボーカル (2004-2007, 2007-2012, 2012-)

時期によって、ベース、キーボードなどを担当することもあるなど、担当楽器はかなり流動的である。
ロード・マンティスでも活動。

### 旧メンバー
- コナー・ウッズ (Connor Woods) - ボーカル (2005-2006)
- ビョーン・ダノヴ (Bjorn "Bjornthor" Dannov) - ギター (2005-2007, 2008-2009)
- ブラッド・リフス (Brad Riffs) - ギター (2005-2006)
- マイケル・ウィルソン (Michael "Mike" Wilson) - リードギター (2006-2007, 2007-2009)
- イアン・ジェケリス (Ian Jekelis) - リードギター (2009-2012, 2012-2016)

アビスマル・ダウンでも活動。
- ジェフ・ウィルソン (Jeff Wilson) - ギター (2013-2018)

ナクトミスティアム、ウォルフハンマーでも活動。
- マーク・コズバック (Mark Kozuback) - ベース (2005-2006)
- カイル・ディッキンソン (Kyle Dickinson) - ベース (2006)
- トーマス・ヘイウッド・ジュニア (Thomas "Plaguehammer" Haywood Jr.) - ベース (2007-2009)
- グリフィン・ウィタワ (Griffin Wotawa) - ベース (2011-2012)
- ジェイムス・ユングマン (James Jungmann) - ベース (2012)
- ブライアン・オサリヴァン (Bryan O'Sullivan) - ベース (2012-2013)

脱退後に、5thアルバム『Walk Beyond the Dark』のベースパートに参加した。
- ウィル・リンドセイ (Will Lindsay) - ベース (2014-2015)
- マイカ・レオネッティ (Micah Leonetti) - ベース (2015-2016)
- アシュリー・ユルゲマイヤー (Ashley "Ellyllon" Jurgemeyer) - キーボード (2004-2007, 2007-2008,2012-2013)

クレイドル・オブ・フィルスでも活動。
- クリステン・ランドール (Kristen Randall) - キーボード (2007)
- アラナ・ポトクニック (Alana Potocnik) - キーボード (2009)
- ザック・ギブソン (Zach Gibson) - ドラムス (2006-2007, 2007, 2011-2012)

ザ・ブラック・ダリア・マーダーでも活動。
- アンディ・シュローダー (Andy Schroeder) - ドラムス (2006)
- サム・ポーリセリ (Sam "Samus" Paulicelli) - ドラムス (2008-2009)
- ケン・ベディン (Ken Bedene) - ドラムス (2009-2011)
- アラン・キャシディ (Alan Cassidy) - ドラムス (2011-2013)

ザ・ブラック・ダリア・マーダーでも活動。
- チャーリー・フェル (Charlie Fell) - ドラムス (2014-2015)
- チェイソン・ウェストモアランド (Chason Westmoreland) - ドラムス (2016)

ヘイト・エターナル、ザ・フェイスレス等で活動。

## ディスコグラフィ
- 2006年 Legend (EP)
- 2008年 In the Shadow of a Thousand Suns
- 2009年 Watchtower (Single)
- 2010年 Malediction (Single)
- 2010年 In the Absence of Light
- 2012年 Becoming
- 2015年 The Accuser
- 2019年 Walk Beyond the Dark